# Katya Zamolodchikova
Jekatěrina Petrovna Zamolodčikova (zkráceně Katya) je americká drag queen, hojně známá pro svůj ruský styl humoru. Účinkovala v 7. sérii soutěžního pořadu RuPaul's Drag Race a RuPaul's Drag Race All Stars 2.
Také ztvárnila postavu Magdy v seriálu AJ and the Queen a společně s Trixie Mattel účinkuje v minisérii UNHhhh.